# Ірена Гавенцька
Ірена Гавенцька (пол. Irena Gawęcka; 21 травня 1901, Бук — 23 жовтня 1982, Франція) — польська акторка німого кіно.
Молодою дівчиною брала участь у Великопольському повстанні, працюючи у відділі постачання, за що була нагороджена Вищою народною радою Хрестом громадянської заслуги. Після закінчення середньої школи подорожувала Європою. Повернувшись до Польщі, дебютувала у 1928 році у фільмі «Божевільні», який також був режисерським дебютом Леонарда Бучковського. Ірена Гавецька сприяла успіху фільму своєю роллю. У 1929 році вона знялася ще в трьох польських німих фільмах. Коли з'явилось звукове кіно, Гавецька не змогла продовжити кар'єру. Останньою роллю в кіно була невелика роль рибалки у німому фільмі «Вітер з моря», після чого припинила зніматися.
Після війни оселилася у Франції, де померла.

## Вибрана фільмографія
- 1928 — Божевільні — графиня Зофія
- 1929 — / Z dnia na dzień — Маруся Радцеєвська
- 1929 — Над снігами / Ponad śnieg — дружина головного героя
- 1929 — / Magdalena — Ірена — дружина Суржицького
- 1930 — Вітер з моря — рибалка